# Ma il cielo è sempre più blu (Giusy Ferreri)
Ma il cielo è sempre più blu è un singolo della cantante italiana Giusy Ferreri, pubblicato il 23 ottobre 2009 come primo estratto dall'album tributo Fotografie.

## Descrizione
Si tratta della reinterpretazione del brano omonimo di Rino Gaetano, originariamente pubblicato 1975. Riguardo alla sua versione, la stessa Ferreri ha dichiarato: 
Il singolo è disponibile digitalmente a partire dal 6 novembre. Nella Top Singoli stilata dalla FIMI ha occupato come massima posizione la seconda ed è stato certificato disco d'oro.
Il brano è stato inserito nelle compilation Radio Italia Estate e Radio Italia - Mi piace ed è stato utilizzato per la nuova campagna istituzionale del Monte dei Paschi di Siena nel 2009.

## Classifiche
| Classifica (2009) | Posizione massima |
| ----------------- | ----------------- |
| Italia            | 2                 |